# Gekromd dikkopmos
Gekromd dikkopmos (Brachythecium reflexum) is een mossensoort uit de dikkopmosfamilie. Het komt voor in rijk bos op boomschors.

## Ecologie
Gekromd dikkopmos groeit op meestal iets verrijkte, neutrale schors in essenhakhoutbos en grienden, maar ook wel in andere bossen of bosjes en een enkele maal op vrijstaande bomen.

## Verspreiding
Gekromd dikkopmos komt in Nederland zeldzaam voor. De soort werd pas in 1972 ontdekt, maar de eerste vondst dateert blijkens herbariummateriaal al uit 1962. Het mos komt vooral voor in het rivierengebied, maar is ook bekend uit beekdalen in het Pleistoceen, de laagveengebieden en de IJsselmeerpolders. In sommige grienden in het westelijk rivierengebied is het inmiddels algemeen. Zeer opvallend is het ontbreken van waarnemingen in het westelijk kustgebied. Gericht zoeken in bos- en hakhoutgebieden in dit gebied moet duidelijk maken of hier sprake is van een areaalgrens.
... · B. albicans (bleek dikkopmos) · B. campestre (velddikkopmos) · B. glareosum (kalkdikkopmos) · B. laetum (rotsdikkopmos) · B. mildeanum (moerasdikkopmos) · B. oedipodium (ijl dikkopmos) · B. plumosum (oeverdikkopmos) · B. populeum (penseeldikkopmos) · B. reflexum (gekromd dikkopmos) · B. rivulare (beekdikkopmos) · B. rutabulum (gewoon dikkopmos) · B. salebrosum (glad dikkopmos) · B. tenuicaule (haardikkopmos) · B. velutinum (fluweelmos) · ...